# Amata marella
Amata marella är en fjärilsart som beskrevs av Butler 1876. Amata marella ingår i släktet Amata och familjen björnspinnare. Inga underarter finns listade i Catalogue of Life.